# Model kompetencyjny
Model kompetencyjny – narzędzie wykorzystywane w zarządzaniu zasobami ludzkimi (kapitałem ludzkim), mające na celu zdefiniowanie zestawu kompetencji, które są niezbędne do efektywnego wykonywania zadań na danym stanowisku. Kompetencje te obejmują umiejętności, wiedzę, postawy oraz cechy osobowe, które wspierają realizację celów organizacyjnych.
Pojęcie modelu kompetencyjnego zostało po raz pierwszy wprowadzone przez Davida McClellanda w 1973 roku. McClelland, psycholog i profesor Uniwersytetu Harvarda, w artykule „Testing for Competence Rather Than for Intelligence” zaproponował, aby zamiast testować inteligencję, oceniać kompetencje jednostek, które bardziej bezpośrednio wpływają na ich sukcesy zawodowe. Jego podejście zainspirowało rozwój nowoczesnych modeli kompetencyjnych, które są obecnie powszechnie stosowane w organizacjach na całym świecie
Model kompetencyjny znajduje zastosowanie w różnych obszarach zarządzania personelem, takich jak rekrutacja, ocena pracowników, rozwój zawodowy, planowanie kariery czy programy szkoleniowe. Jego głównym celem jest zapewnienie, że pracownicy posiadają odpowiednie kwalifikacje do realizacji zadań, które są przed nimi stawiane.

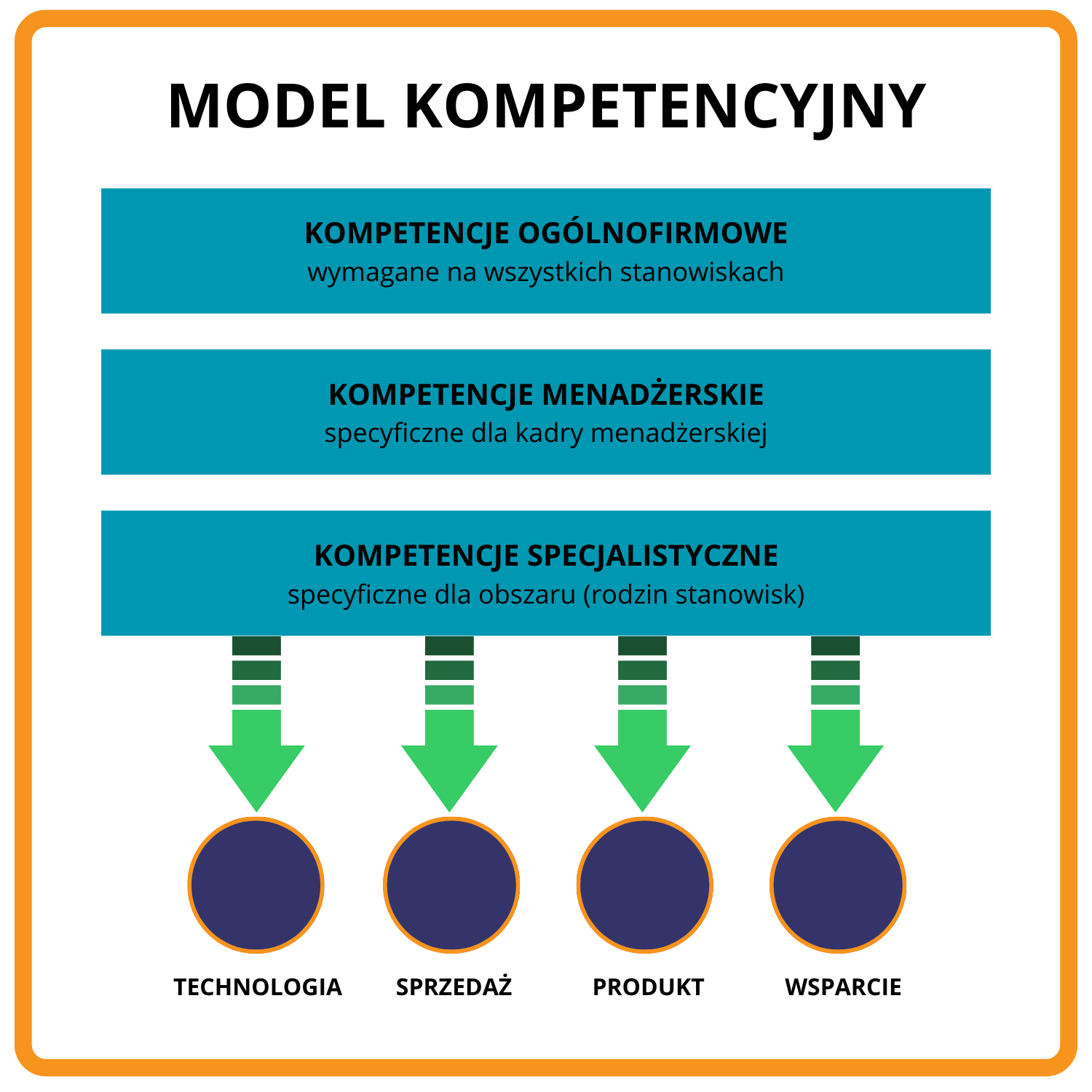
Przykład podziału modelu kompetencyjnego

Kompetencje w modelu kompetencyjnym mogą być podzielone na kategorie:
1. Kompetencje ogólnofirmowe: Są to kompetencje wymagane na wszystkich stanowiskach w organizacji. Obejmują one podstawowe umiejętności i wiedzę, które każdy pracownik powinien posiadać, niezależnie od pełnionej roli. Przykładami mogą być zdolności komunikacyjne, etyka pracy, czy znajomość zasad bezpieczeństwa.
2. Kompetencje menedżerskie: Kompetencje te są specyficzne dla kadry menedżerskiej i obejmują umiejętności związane z zarządzaniem zespołami, podejmowaniem decyzji, motywowaniem pracowników oraz strategicznym planowaniem. Są one kluczowe dla osób pełniących role przywódcze w organizacji.
3. Kompetencje specjalistyczne: Są to kompetencje specyficzne dla danego obszaru lub rodziny stanowisk. Dotyczą one wiedzy i umiejętności technicznych, które są niezbędne do wykonywania zadań w danym obszarze, takim jak technologia, sprzedaż, produkt czy wsparcie[4].

Każda z tych kategorii kompetencji wymaga dokładnego opisu oraz wskaźników, które pozwalają na ich ocenę. Kompetencje te są zazwyczaj mierzone za pomocą skali ocen, co umożliwia obiektywne i systematyczne porównywanie poziomu kompetencji pracowników. Oceny te mogą być wykorzystywane w procesach oceny okresowej, co wspiera identyfikację luk kompetencyjnych oraz planowanie odpowiednich działań rozwojowych.
Modele kompetencyjne służą również do identyfikowania tzw. luki kompetencyjnej, czyli różnicy między posiadanymi kompetencjami pracowników a wymaganiami stanowiska. Analiza tych luk umożliwia planowanie szkoleń oraz innych działań rozwojowych, mających na celu podniesienie poziomu kompetencji pracowników.
Istotnym zastosowaniem modelu kompetencyjnego jest jego integracja z systemem ocen okresowych pracowniczych. Matryca kompetencji, będąca szczegółowym odwzorowaniem wymagań kompetencyjnych dla poszczególnych stanowisk, stanowi podstawę do oceny wydajności pracowników. System ocen okresowych pozwala na regularną weryfikację, w jakim stopniu pracownicy spełniają oczekiwane standardy kompetencyjne. Dzięki temu możliwe jest nie tylko monitorowanie bieżącej efektywności, ale także identyfikowanie obszarów wymagających rozwoju oraz dostosowywanie planów szkoleniowych.
Stosowanie modeli kompetencyjnych w organizacjach przyczynia się do poprawy efektywności zarządzania zasobami ludzkimi, zwiększa spójność procesów HR oraz wspiera realizację strategicznych celów organizacyjnych. Integracja matrycy kompetencji z systemem ocen okresowych pracowniczych zapewnia, że ocena pracowników jest przeprowadzana w sposób obiektywny i oparty na jasno określonych kryteriach, co z kolei sprzyja długoterminowemu rozwojowi zawodowemu i podnoszeniu kompetencji w organizacji. Prezentowane najczęściej w formie matryc umiejętności.